# Мироносицкий монастырь
Мироно́сицкий монасты́рь (Мироносицкая пустынь, также Ежово-Мироносицкий монастырь) — женский монастырь Йошкар-Олинской епархии Русской православной церкви, расположенный в центре села Ежово Медведевского района Республики Марий Эл, в пригороде Йошкар-Олы, в 1,5 от автодороги Йошкар-Ола — Сернур. Основан в 1647 году.

## История
Строительство церквей в Марийском крае началось после взятия Казани в 1552 году. Строительство Ежово-Мироносицкого монастыря в селе Ежово Царевококшайского уезда велось по высочайшему указу царя Алексея Михайловича и связано с легендой о явлении чудотворной иконы с Жёнами-Мироносицами на месте будущего строительства. Икона была доставлена в 1647 году к царю в Москву, впоследствии помещена в церковь монастыря. Ежегодно 23 июня и 21 июля (6 июля и 3 августа по новому стилю) в монастыре совершались крестные ходы: 23 июня — в часовню в Ежово, а 21 июля — с монастырской чудотворной иконой в Царевококшайск (ныне — Йошкар-Ола). Икона оставалась в городе до 23 августа (5 сентября).
Монастырь основан в 1647 году первоначально как мужской (пустынь).
Строительство каменной церкви с престолами в честь Святых Жён-мироносиц, Нерукотворного Образа Спасителя и Архангела Михаила было окончено в 1719 году[уточнить].
В 1764 году в ходе секуляризационной реформы Екатерины II Мироносицкая пустынь была отнесена к числу заштатных (находящихся на «своём содержании») монастырей.
После Октябрьской революции монастырь был закрыт, использовался Марийским совхоз-техникумом в качестве ремонтных мастерских.

## Возрождение
В 1993 году сохранившиеся постройки монастыря возвращены Русской православной церкви, началось их восстановление. Годом позже по благословению патриарха Алексия II в монастырь переселились две монахини из Толгского монастыря, чтобы возродить его как женский.

## Архитектура
На территории Мироносицкого монастыря расположены следующие храмы и здания:
- Собор Жён-Мироносиц — каменный двухэтажный четырёх-престольный храм[4] 1652 года постройки, впоследствии не перестраивался, является самой древней из сохранившихся в Марийском крае;
- Братский корпус;
- Часовня;
- Дом Игуменьи.

## Охрана
Церковь Ежово-Мироносицкого монастыря, 1652 года постройки, является объектом культурного наследия (памятником истории и культуры) федерального значения. Охранный статус был наделён постановлением Совета Министров РСФСР № 624 от 04.12.1974.

## Наместники[7][8]
- Нафанаил, игумен (—1712)
- Иоасаф, игумен (1713—1720—)
- Пимен, игумен (1727—1735)
- Макарий, игумен (1735—1738)
- Дорофей, игумен (1738—1744)
- Самуил, игумен (1744—1749)
- Герасим, игумен (1749—1760)
- Димитрий, игумен(1762—1765)
- Гедеон, игумен (—1844—)
- Пантелеимон[9] (- 1903 - )
- Варсонофий, архимандрит (ум. 24 июня 1944), последний наместник пустыни. На Яранском Вознесенском кладбище есть его кенотаф.